# Chetogena biserialis
Chetogena biserialis är en tvåvingeart som först beskrevs av Ignaz Rudolph Schiner 1868.  Chetogena biserialis ingår i släktet Chetogena och familjen parasitflugor. Inga underarter finns listade i Catalogue of Life.